# Gar Mangsham Sumnang
Gar Mangsham Sumnang (tibétain : མགར་མང་ཞམ་སུམ་སྣང་, Wylie : mgar mang zham sun snang) est un homme politique et un officier de l'Empire du Tibet.  Il est lönchen (བློན་ཆེན་, blon chen, lönchen, chancelier du Tibet) sous le règne de Songtsen Gampo. 